# Schöfflisdorf
Schöfflisdorf é uma comuna da Suíça, situada no distrito de Dielsdorf, no cantão de Zurique. Tem 4,01 km² de área e sua população em 2018 foi estimada em 1.376 habitantes.